# Dulce Pontes
Dulce José da Silva Pontes (Montijo, 8 aprile 1969) è una cantautrice portoghese.
È nota per aver perpetuato la memoria del fado, la musica popolare portoghese.

## Biografia
Dulce Pontes è nata nel 1969 a Montijo, una piccola cittadina che sorge dalle rive del fiume Tago, situata nel distretto di Setubal, nei dintorni di Lisbona. Formatasi inizialmente come pianista, approderà al canto partecipando ad un concorso canoro nella sua città natale, all'età di diciotto anni.
Si propose anche come attrice per la televisione e per il teatro. Nel 1991 vinse il Festival da Cançao portoghese con la canzone Lusitana Paixão (conosciuta in inglese come Tell Me), che le diede la possibilità di rappresentare il Portogallo all'Eurovision Song Contest, dove si classificò ottava e tutt'oggi è la quarta persona portoghese che si sia meglio piazzata nel prestigioso concorso. Con il passare degli anni Dulce Pontes si è fatta notare spesso per le sue straordinarie doti interpretative, affermandosi nell'immaginario collettivo come una delle più grandi star della world music.
Il suo particolare quanto unico stile musicale è il frutto dell'unione delle sonorità piene di saudade del fado con quelle più moderne del pop e del folk, portando avanti con grande entusiasmo una ricerca di nuove espressioni musicali. Ha dato nuova vita alla musica tradizionale del suo paese, riarrangiando vecchie canzoni popolari dimenticate e usando strumenti ormai caduti in disuso. La sua ricerca musicale non conosce limiti né geografici né culturali. Oltre che dalla musica iberica, la Pontes attinge anche da altre fonti di altri paesi del mondo: quello arabo, africano, brasiliano e bulgaro.
Oltre che in portoghese, canta in spagnolo, galiziano, mirandese, italiano, inglese e greco. Dulce Pontes ha collaborato con diversi artisti internazionali come Cesária Évora, Ennio Morricone, Caetano Veloso, Marisa Monte, Carlos Nuñez, the Chieftains, Kepa Junkera, Eleutheria Arvanitakī, Andrea Bocelli, George Dalaras, Paulo de Carvalho e altri ancora.
La sua hit Canção do mar (cover di un brano di Amália Rodrigues) è stata inserita nella colonna sonora del film hollywoodiano del '97 Schegge di paura. Uno degli ultimi album, "Focus", è il frutto della collaborazione con il musicista premio oscar alla carriera nel 2007 Ennio Morricone, e una sua reinterpretazione del tema di C'era una volta il West, dal titolo Your Love (in inglese, Amor a Portugal in portoghese), è stata scelta dall'Enel a partire dal 2010 per i suoi spot istituzionali.
Nel giugno del 2006, Dulce Pontes ha pubblicato il suo nuovo album dal titolo "O coração tem três portas (Il cuore ha tre porte)". Si tratta di un album interamente live, registrato senza la presenza di un pubblico, nel Convento dell'Ordine di Cristo a Tomar e nella chiesa di Santa Maria a Óbidos, in Portogallo. A sentire la musicista, questo è il suo album più intimo e personale.
Nel 2007 canta il brano La Luz Prodigiosa contenuta nell'album We All Love Ennio Morricone.
Nel 2009 festeggia i vent'anni di carriera pubblicando un album doppio dal titolo Momentos che contiene alcuni importanti esibizioni dal vivo e alcuni brani inediti.

## Discografia
- Lusitana (1992)
- Lágrimas (1993)
- A brisa do coração (1995)
- Caminhos (1996)
- O primeiro Canto (1999)
- Best Of Dulce (2002)
- Focus (2003)
- O coraçao tem tres portas (2006)
- Momentos (2009)
- Peregrinação (2017)
- Best Of Dulce Pontes (2019)
- Perfil (2022)